# Gorgómylos
Gorgómylos är ett berg i Grekland.   Det ligger i regionen Epirus, i den centrala delen av landet, 280 km nordväst om huvudstaden Aten. Toppen på Gorgómylos är 1 399 meter över havet.
Terrängen runt Gorgómylos är kuperad åt sydväst, men åt nordost är den bergig.Runt Gorgómylos är det ganska glesbefolkat, med 29 invånare per kvadratkilometer. Närmaste större samhälle är Arta, 15,0 km söder om Gorgómylos. Trakten runt Gorgómylos består till största delen av jordbruksmark.